# 德米特罗夫区 (莫斯科州)

德米特罗夫区

德米特罗夫区（俄语：Дми́тровский райо́н），俄罗斯联邦莫斯科州的一个行政区，位于该州北部。总面积2,182.02平方公里，总人口151,448 （2010年）。行政中心位于德米特罗夫。